# Белый плащик
«Бе́лый пла́щик» — музыкальный сингл группы «Тату» (t.A.T.u.) с третьего студийного альбома «Весёлые улыбки» (рабочее название — «Управление отбросами»).

## История создания
Текст песни написан 16-летней школьницей Марией Максаковой, участницей форума tatu.ru.

## Выпуск
29 ноября 2007 года состоялась эксклюзивная премьера клипа на телеканале MTV Россия.
2 апреля 2008 года в официальном интернет-магазине группы началась препродажа макси-сингла «Белый плащик», которую представители группы называют «Гиперион-пластинка». Как сообщила Волкова, «Гиперион — это, собственно, завод по управлению отбросами. В общем, мы решили в честь названия этого завода назвать макси-сингл наш „гиперион-пластинкой“». Издание имеет двойную упаковку Slimline Jewel Case — картонную обложку, к стенкам которой изнутри приклеены два тонких Slim Jewel, в одном из которых размещён CD с треками, а в другом DVD с бонусными материалами.

## Видеоклип
Съёмки клипа проходили 6—7 октября 2007 года на территории мусороперерабатывающего завода Hyperion Treatment Plant в Лос-Анджелесе. Участники съёмочной группы — режиссёр Джеймс Кокс, продюсер Билли Паркс и оператор Джо Лабици — также работали над видео «All About Us» и «Люди-инвалиды».
По сюжету клипа беременную Волкову, находящуюся в тюрьме, расстреливают солдаты в форме, напоминающей фашистскую. По этому поводу официальный сайт сообщил, что «все совпадения с униформами любых времен и народов являются случайными». Сама Волкова в интервью пояснила: «Наше видео на песню „Белый плащик“ — против насилия над неродившимися детьми. Мы решили выразить протест насилия такой метафорой. Она получилась, на наш взгляд, сильной». В марте 2008 года в интервью журналу «Русский репортёр» Волкова ответила на вопрос журналиста:

— У вашей героини из клипа «Белый плащик» есть какая-то легенда? Может быть, она была советской разведчицей в фашистской Германии?
— Не знаю… Это выдуманный сюжет. Так придумываются сказки, фильмы и все остальное. Был сюжет, и мы по нему двигались. Лене не за что в меня стрелять, тем более в беременную. Мы против насилия, убийств, абортов в том числе, и против жестокости вообще. Вот это мы хотели показать людям. Не сказать — потому что со слов человек бы не понял. Именно показать.

День спустя, на сайте группы появилась информация, что существует не только версия видео «без купюр», но и английская версия песни (и клипа). Вторая версия клипа с другой аранжировкой и более продолжительная позднее появилась на сервисе YouTube.

## Список композиций
CD
1. Белый плащик
2. White Robe
3. Белый плащик (Plant of Nothing remix)
4. Белый плащик (No Mercy remix)
5. Белый плащик (Marsiano remix)
6. Белый плащик (House of Robots remix)
7. Белый плащик (Astero remix)
8. 220 (второй сингл)

DVD
1. Белый плащик (телевизионная версия)
2. Белый плащик (нецензурная версия)
3. Фотографии со съёмочной площадки
4. Мультитреки Белого плащика
5. Фильм о съёмках Белого плащика
6. Бонусы (постеры, мобильный контент)

## Чарты
Клип попал в ротацию The World Chart Express европейского MTV, а также демонстрировался на таких музыкальных каналах Восточной Европы как Viva Poland, MTV Poland, MTV Baltic, MAD TV Bulgaria, MAD TV Greece.